# Александър Бакулев
Александър Николаевич Бакулев (7 декември 1890 – 31 март 1967, Москва) е руски и съветски учен-хирург.
Той е сред основателите на сърдечно-съдовата хирургия в СССР. Създава нови методи в коремната и сърдечната хирургия, неврохирургията и др. Доктор е на медицинските науки, професор, академик на Академията на науките на СССР (1958), академик и председател на Академията на медицинските науки на СССР (1953 – 1960).

## Биография
Завършва „Медицина“ в Саратовския университет през 1915 г. Военен лекар е на фронта по време на Първата и Втората световни войни.
Работи в хирургическата клиника на Саратовския университет от 1919 г. Постъпва през 1926 г. в катедрата по хирургия на 2-ри московски медицински институт (сега Руски национален изследователски медицински университет „Н. И. Пирогов“), оглавява я от 1943 г. до смъртта си. Основава (1955) и ръководи Института по гръдна хирургия (сега Институт по сърдечно-съдова хирургиа „А. Н. Бакулев“).
Депутат е (от Москва) в 4 и 5 състави (1954 – 1962) на Съвета на Съюза (долната палата) на Върховния съвет на СССР..

## Признание
Удостоен е със званието „Герой на социалистическия труд“ (1960), държавни награди на СССР – Сталинска (1949) и Ленинска (1957), 3 ордена „Ленин“, ордени „Червено знаме на труда“, „Червена звезда“, „За заслуги пред народа“ (СФРЮ), „За граждански заслуги“ (НРБ), медали.
В родното му село Невениковская (днес Бакули), Кировска област е открит музей-усадба на академик А. Н. Бакулев през 1991 г..
По лични записки и спомени от роднини и колеги в памет на академик Бакулев е заснет документалият филм „Ключ към сърцето“ („Ключ к сердцу“) през 2005 г.
В чест на академик Бакулев са наименувани улица в Москва и астероид (5681) Бакулев.